# Saison 7 de Californication
Chronologie
Saison 6
Cet article présente les douze épisodes de la septième et dernière saison de la série télévisée américaine Californication.

## Synopsis
Hank Moody est un romancier new-yorkais exilé à Los Angeles, et séparé de Karen, la mère de sa fille Becca, âgée de 19 ans. Perturbé par sa situation familiale et par son absence d'inspiration, il se réconforte dans la consommation immodérée d'alcool, de drogues en tout genre et des nombreuses femmes tombées sous son charme. Désabusé et sarcastique, il ne peut s'empêcher de dire toutes les vérités qui lui viennent à l'esprit, et ce, en toutes circonstances et à n'importe qui, n'ayant que très peu de respect pour les conventions de la bourgeoisie californienne. Hank est auto-destructeur, mais dans le fond il ne cherche qu'à récupérer Karen et à vivre une vie de famille tranquille.

## Distribution

### Acteurs principaux
- David Duchovny (VF : Georges Caudron) : Hank Moody
- Natascha McElhone (VF : Danièle Douet) : Karen van der Beek
- Evan Handler (VF : Xavier Fagnon) : Charlie Runkle
- Madeleine Martin (VF : Léopoldine Serre) : Rebecca « Becca » Moody
- Pamela Adlon (VF : Marie Vincent) : Marcy Runkle

### Acteurs récurrents
- Stephen Tobolowsky (VF : Bernard Alane) : Stu Baggs
- Rob Lowe (VF : Bruno Choël) : Eddie Nero
- Michael Imperioli (VF : Emmanuel Gradi) : Rick Rath
- Oliver Cooper (en) (VF : Gabriel Bismuth-Bienaimé) : Levon
- Heather Graham (VF : Marie-Eugénie Maréchal) : Julia, une femme liée au passé de Hank
- Darrell Britt-Gibson (VF : Rémi Caillebot) : Darrell, un scénariste
- Jade Catta-Preta (VF : Caroline Pascal) : Jade, une scénariste
- Chris Titone (VF : Jérémy Prévost) : Hugh, un scénariste
- John Madison Tye (VF : Jerome Wiggins) : Terry, un scénariste
- Alonzo Bodden (VF : Daniel Lobé) : Alonzo, un scénariste
- Tara Holt (VF : Anouck Hautbois) : Melanie, une assistante
- Mary Lynn Rajskub (VF : Patricia Marmoras) : Goldie, une écrivain

### Invités
- Roger Howarth (en) (VF : Thierry Ragueneau) : Chris, le professeur de yoga dans la classe de Karen (épisodes 1 et 7)
- Brandon T. Jackson (VF : Diouc Koma) : Hashtag (épisodes 6, 8 et 11)
- Mercedes Masohn (VF : Pamela Ravassard) : Amy Taylor Walsh (épisodes 6 et 8)

## Production
Le 29 janvier 2013, Showtime a renouvelé la série pour cette ultime septième saison.

### Casting
En avril 2013, Michael Imperioli a obtenu un rôle récurrent, Heather Graham, Mary Lynn Rajskub et Oliver Cooper ont obtenu un rôle le temps d'un ou deux épisodes lors de cette saison.
En juin 2013, Mercedes Masohn a obtenu un rôle le temps d'un ou deux épisodes et Roger Howarth, un rôle récurrent lors de cette saison.
En juillet 2013, Rob Lowe est confirmé pour reprendre son rôle d'Eddie Nero.
En décembre 2013, Alonzo Bodden et Brandon T. Jackson ont obtenu un rôle le temps d'un ou deux épisodes.

## Liste des épisodes

### Épisode 1:Levon
- États-Unis : 13 avril 2014 sur Showtime[10]
- Suisse : 2 octobre 2014 sur RTS Un[11]
- France : 1er janvier 2016 sur M6

- États-Unis : 640 000 téléspectateurs[12] (première diffusion)

Hank est devant la porte de Karen et imagine sa réaction lorsque celle-ci ouvrira la porte, mais ça ne se passe pas tout à fait comme il l'avait prévu.
Il décide de trouver un boulot, voulant prouver à Karen qu'il est devenu quelqu'un de responsable. En fin d'épisode, un événement inattendu va venir perturber ses plans.

### Épisode 2:Souvenirs, souvenirs
- États-Unis : 20 avril 2014 sur Showtime
- France : 1er janvier 2016 sur M6

- États-Unis : 196 000 téléspectateurs[13] (première diffusion)

### Épisode 3:Tel père, tel fils
- États-Unis : 27 avril 2014 sur Showtime
- France : 8 janvier 2016 sur M6

- États-Unis : 214 000 téléspectateurs[14] (première diffusion)

### Épisode 4:L'Arme fatale
- États-Unis : 4 mai 2014 sur Showtime
- France : 8 janvier 2016 sur M6

- États-Unis : 451 000 téléspectateurs[15] (première diffusion)

### Épisode 5:Toute première fois
- États-Unis : 11 mai 2014 sur Showtime
- France : 15 janvier 2016 sur M6

- États-Unis : 404 000 téléspectateurs[16] (première diffusion)

### Épisode 6:Obsédé textuel
- États-Unis : 18 mai 2014 sur Showtime
- France : 15 janvier 2016 sur M6

- États-Unis : 401 000 téléspectateurs[17] (première diffusion)

### Épisode 7:Cet obscur objet du désir
- États-Unis : 25 mai 2014 sur Showtime
- France : 22 janvier 2016 sur M6

- États-Unis : 321 000 téléspectateurs[18] (première diffusion)

### Épisode 8:Proposition indécente
- États-Unis : 1er juin 2014 sur Showtime
- France : 22 janvier 2016 sur M6

- États-Unis : 378 000 téléspectateurs[19] (première diffusion)

### Épisode 9:Confiance, espoir, amour
- États-Unis : 8 juin 2014 sur Showtime
- France : 29 janvier 2016 sur M6

- États-Unis : 369 000 téléspectateurs[20] (première diffusion)

### Épisode 10:Petit dîner entre amis
- États-Unis : 15 juin 2014 sur Showtime
- France : 29 janvier 2016 sur M6

- États-Unis : 335 000 téléspectateurs[21] (première diffusion)

Hank invite Karen, sortie de l’hôpital, à un diner romantique chez lui, mais de nombreux invités non prévus vont venir s'ajouter à cette soirée :

### Épisode 11:Ma fille, mes entrailles
- États-Unis : 22 juin 2014 sur Showtime
- France : 5 février 2016 sur M6

- États-Unis : 402 000 téléspectateurs[22] (première diffusion)

### Épisode 12:Jusqu’à ce que l’amour nous sépare
- États-Unis : 29 juin 2014 sur Showtime
- France : 5 février 2016 sur M6

- États-Unis : 397 000 téléspectateurs[23] (première diffusion)